# …Somewhere More Familiar
...Somewhere More Familiar är Sister Hazels andra studioalbum, utgivet 25 februari 1997.

## Låtlista
1. "Just Remember" - 4:37
2. "Happy" - 3:40
3. "All for You (Full Band Version)" - 3:39
4. "Look To The Children" - 4:27
5. "Wanted It To Be" - 4:53
6. "Think About Me" - 3:08
7. "So Long" - 4:34
8. "Superman" - 4:01
9. "Concede" - 3:57
10. "Cerilene" - 5:33
11. "We'll Find It" - 4:59
12. "Starfish" - 4:26